# المركز العربي المجتمعي للخدمات الاقتصادية والاجتماعية
المركز العربي للخدمات الاقتصادية والاجتماعية هو منظمة خدمات إنسانية ملتزمة بتنمية المجتمع العربي الأمريكي. يساعد المركز الأسر ذات الدخل المنخفض، وكذلك المهاجرين الجدد، على التكيف مع الحياة في الولايات المتحدة. ويهدف المشروع إلى تعزيز فهم أكبر للثقافة العربية في الولايات المتحدة والعالم العربي. يوفر المركز خدمات اجتماعية وصحية نفسية وتعليمية وفنية وتوظيفية وقانونية وطبية.

## التاريخ
بدأت المركز العمل من خلال متجر في منطقة ساوث إند في ديربورن في عام 1971. كان أول رئيس لمجلس إدارة للمركز هو جورج خوري، برفقة الحاجة علياء حسن كأول مديرة متطوعة.
لولا مساعدة جمعية خريجي الجامعات العربية الأميركية (AAUG)، وتبرعها بإيجار الأشهر الأولى، لما كان افتتاح المركز العربي على طريق فيرنور ممكنًا. وفي السنوات اللاحقة، انتقل المركز إلى القاعة الهاشمية حتى الحريق. في عام 1973، اُشتُري المبنى الواقع في ساحة ساولينو من جمعية البر اليمنية، وقُدم للمركز مجانًا، حيث لا تزال المكاتب الإدارية موجودة حتى اليوم.
وقد توسعت أعمال المركز لتشمل خمسة مواقع، بما في ذلك المتحف الوطني العربي الأميركي (AANM)، الذي تأسس في 5 مايو/أيار 2005.

## الخدمات الاجتماعية
مع وجود مكتبين في ديربورن ومكتب واحد للتواصل في هامترامك، تواصل الخدمات الاجتماعية مساعدة المجتمع. تشمل الخدمات البحث عن فرص العمل، واحتياجات الهجرة، والخدمات الصحية.

### الخدمات
- المعلومات والإحالة - تقدم المساعدة في استكمال النماذج من وزارة الخدمات الإنسانية في ميشيغان (الرعاية الاجتماعية)، وإدارة الضمان الاجتماعي، ووزارة العمل والنمو الاقتصادي في ميشيغان (مكاتب البطالة)، وشركات المرافق، وأنظمة الرعاية الصحية.
- المرافعة - تقديم المساعدة للحكومة والكيانات الخاصة.
- ترجمة الوثائق.
- خدمات الترجمة.
- برنامج خدمات الطوارئ (مساعدة في الإيجار/الرهن العقاري ومنع انقطاع المرافق، وبرنامج THAW، والمساعدة الغذائية الطارئة)
- برامج MI CAFE - برنامج مساعدة كوبونات الطعام الموجه لكبار السن
- خدمات الهجرة - لم شمل الأسرة، ومعالجة مركز التأشيرات الوطني، وحفلات أداء القسم وخدمات الهجرة.
- خدمات كبار السن.
- المساعدة القانونية.

يتعاون المركز مع الشركات في ميشيغان لتقديم الخدمات.

### الشراكات
- وزارة الخدمات الإنسانية (DHS).
- مدينة ديربورن.
- إدارة الضمان الاجتماعي.
- يونايتد واي لجنوب شرق ميشيغان.
- وكالة العمل المجتمعي في واين-ميتروبوليتان.
- جمعية المساعدة القانونية والدفاع (LADA).
- تحالف كبار السن.
- وكالة منطقة ديترويت للشيخوخة (DAAA).

## التوظيف والتدريب
يعد قسم التوظيف والتدريب في المركز معتمدًا لخدمات التوظيف الشاملة في ميشيغان ووركس. في كل عام، تقيم إدارة التوظيف والتدريب ستة معارض توظيف تخدم 100 صاحب عمل وتجذب الآلاف من الباحثين عن عمل.
البرامج والخدمات الرئيسة:
- برنامج خدمة التوظيف.
- قانون استثمار القوى العاملة - برامج البالغين، والعاملين في مجال الرعاية الصحية، والشباب، والفئات الخاصة.
- برنامج عدم ترك أي عامل خلف الركب.
- برامج العمل أولاً/JET.
- ورش عمل للباحثين عن عمل.
- غرفة الموارد ذاتية التوجيه مع إمكانية الوصول إلى الإنترنت.
- مختبر التعلم – التقييمات، الدروس التعليمية ذاتية الوتيرة.

(المهارات الأساسية، GED، ESL، مهارات المكتب) والتدريب على تطبيقات الكمبيوتر.
- الخدمات المقدمة لأصحاب العمل - التوظيف، الفحص، الاستشارات، الوساطة، معارض العمل.

## الشباب والتعليم
يقدم قسم الشباب والتعليم التعلم والأنشطة للشباب من جميع الأعمار. تتضمن البرامج الصيفية عنصرًا أقوى للتحضير الأكاديمي. كل عام، من خلال برنامج محو الأمية للبالغين، يوفر المركز لمئات من المتحدثين غير الأصليين للغة الإنجليزية دورات في اللغة الإنجليزية كلغة ثانية (ESL).
يُقدم الخدمات التعليمية والترفيهية من خلال البرامج التالية:

### برامج الإثراء الأكاديمي
- مراكز التعلم المجتمعية في القرن الحادي والعشرين (مدرسة لوري المتوسطة ومدرسة سالينا المتوسطة).
- المساعدة في أداء الواجبات المنزلية بعد المدرسة.
- برنامج التدخل المستهدف.
- الأكاديمية الصيفية - برنامج أكاديمي، إثرائي، وترفيهي طوال اليوم.
- خدمات التعليم التكميلية - تُقدم للمدارس المؤهلة.
- خدمات البائعين (مقابل رسوم): العربية، الإسبانية، الرياضة، تطوير الشخصية، اللغة الإنجليزية كلغة ثانية.

### برنامج محو الأمية الأسرية
- محو الأمية للبالغين (الإنجليزية لغة ثانية (ESL)).
- أنشطة تفاعلية بين الأبوين والطفل.
- الزيارات المنزلية وإدارة الحالة المركزة.
- التربية الوالدية.
- دورات المواطنة - استعدادًا لاختبار المواطنة الأمريكية.

## خدمات أخرى
- تدريب اللغة الإنجليزية المخصص لأصحاب العمل.
- مجموعة الحوار للمراهقين - بالشراكة مع جامعة ميشيغان.
- الإحالات بين الوكالات وعلى مستوى المجتمع.
- الخدمات التعليمية والدعوية.
- فرص التطوع والتطوير المهني.

## التوعية الوطنية
يضم قسم التوعية الوطنية الشبكة الوطنية للمجتمعات العربية الأمريكية (NNAAC)، وهي شبكة من المنظمات المجتمعية العربية الأمريكية المستقلة. تم إطلاق الشبكة في عام 2004، وتضم 16 عضوًا في تسع ولايات. لدى الشبكة حدثان سنويان وأربعة برامج دائمة: المناصرة؛ وفيلق الموارد العربية الأمريكية؛ ومركز العمل الخيري العربي الأمريكي.

### المناصرة
يركز برنامج الدعوة الخاص بالشبكة على سياسة الهجرة والحقوق المدنية والحريات المدنية والمشاركة المدنية وزيادة التمويل والدعم للخدمات الإنسانية.

### فيلق الموارد العربية الأمريكية
يعمل فيلق الموارد العربية الأمريكية (ARC)، وهو برنامج وطني تابع لـ أمير كوربس (AmeriCorps)، على إشراك الأفراد في الخدمة في المجتمعات العربية الأمريكية. أمير كوربس هو برنامج خدمة وطنية مُمول فيدراليًا يلتزم فيه الأفراد بخدمة مجتمعاتهم لمدة عام واحد.

### مركز العمل الخيري العربي الأمريكي
يسعى مركز العمل الخيري العربي الأمريكي إلى تعزيز العمل الخيري. يسعى البرنامج إلى دعم التبرعات العربية الأمريكية، سواء على وجه التحديد للمنظمات المجتمعية العربية الأمريكية أو غيرها من القضايا التي تهم المتبرعين العرب الأمريكيين.

### التطوير التنظيمي
يدعم برنامج التطوير التنظيمي استدامة ونمو المنظمات المجتمعية العربية الأمريكية. ومن خلال تقديم المساعدة الفنية لتعزيز المنظمات، تعمل الشبكة على ضمان استدامتها على المدى الطويل.

### اليوم الوطني للخدمة العربية الأمريكية
يعد اليوم الوطني للخدمة العربية الأمريكية مشروعًا سنويًا للخدمة المجتمعية تقوده مؤسسة الموارد العربية الأمريكية والذي يقام في 15 مدينة في جميع أنحاء البلاد. المهمة في هذا اليوم هو تشجيع العمل التطوعي والخدمة بين المجتمعات؛ وربط الناس من خلال التجربة المشتركة للخدمة؛ وتسليط الضوء على التزام العرب الأميركيين بخدمة مجتمعاتهم.

### المؤتمر السنوي
يوفر المؤتمر السنوي منتدى حيث تلتقي المنظمات الأعضاء في الشبكة الوطنية للمجتمعات العربية الأمريكية وتعمل مع الخبراء والمدافعين من التحالفات الشريكة ومجتمع التمويل والقادة العرب الأمريكيين. يجمع المؤتمر مجموعة من المشاركين لمناقشة القضايا التي تواجه المجتمعات المحلية.

## روابط خارجية
- الموقع الرسمي لـ ACCESS
- المتحف الوطني العربي الأمريكي